# Chlorochaeta pallidicincta
Chlorochaeta pallidicincta là một loài bướm đêm trong họ Geometridae.